# Triphénylborane
Le triphénylborane est un composé organoboré de formule chimique B(C6H5)3. Il se présente sous la forme d'une poudre blanche cristallisée sensible à l'air et à l'humidité qui se dégrade lentement en libérant du benzène C6H6 et de la triphénylboroxine (C6H5)3B3O3. Il est soluble dans les solvants aromatiques.

## Production
Le triphénylborane a été synthétisé pour la première fois en 1922. Il est généralement produit en faisant réagir du diéthyléthérate de trifluorure de bore BF3·O(CH2CH3)2 avec du bromure de phénylmagnésium C6H5MgBr, un réactif de Grignard :
BF3·O(CH2CH3)2 + 3 C6H5MgBr ⟶ B(C6H5)3 + 3 MgBrF + O(CH2CH3)2.
Il peut également être produit à plus petite échelle par décomposition thermique du tétraphénylborate de triméthylammonium [B(C6H5)4][NH(CH3)3] :
[B(C6H5)4][NH(CH3)3] ⟶ B(C6H5)3 + N(CH3)3 + C6H6.
Le triphénylborane est produit commercialement par un procédé développé par DuPont pour l'hydrocyanation du butadiène CH2=CH–CH=CH2 en adiponitrile N≡C(–CH2)4–C≡N, utilisé pour la production de certains nylons. DuPont produit ce composé en faisant réagir du sodium, du chlorobenzène C6H5Cl et un ester d'alkylborate secondaire.

## Structure et propriétés
Le centre BC3 présente une géométrie plane trigonale. Les groupes phényle forment un angle de 30° par rapport à ce plan.
Bien que la structure du triphénylborane B(C6H5)3 soit très semblable à celle du tris(pentafluorophényl)borane B(C6F5)3, leur acidité de Lewis est très différente. B(C6H5)3 est un acide de Lewis faible tandis que B(C6F5)3 est un acide de Lewis fort en raison de l'électronégativité des atomes de fluor. Le trifluorure de bore BF3 et le trichlorure de bore BCl3 sont d'autres acides de Lewis borés.